# Charles Dufraisse
Pour les articles homonymes, voir Dufraisse.
Charles Dufraisse est un chimiste français, né à Excideuil, en Dordogne, le 20 août 1885, et mort le 5 août 1969 dans la même ville. Il a été professeur à l'École supérieure de physique et de chimie industrielles de la ville de Paris et au Collège de France.

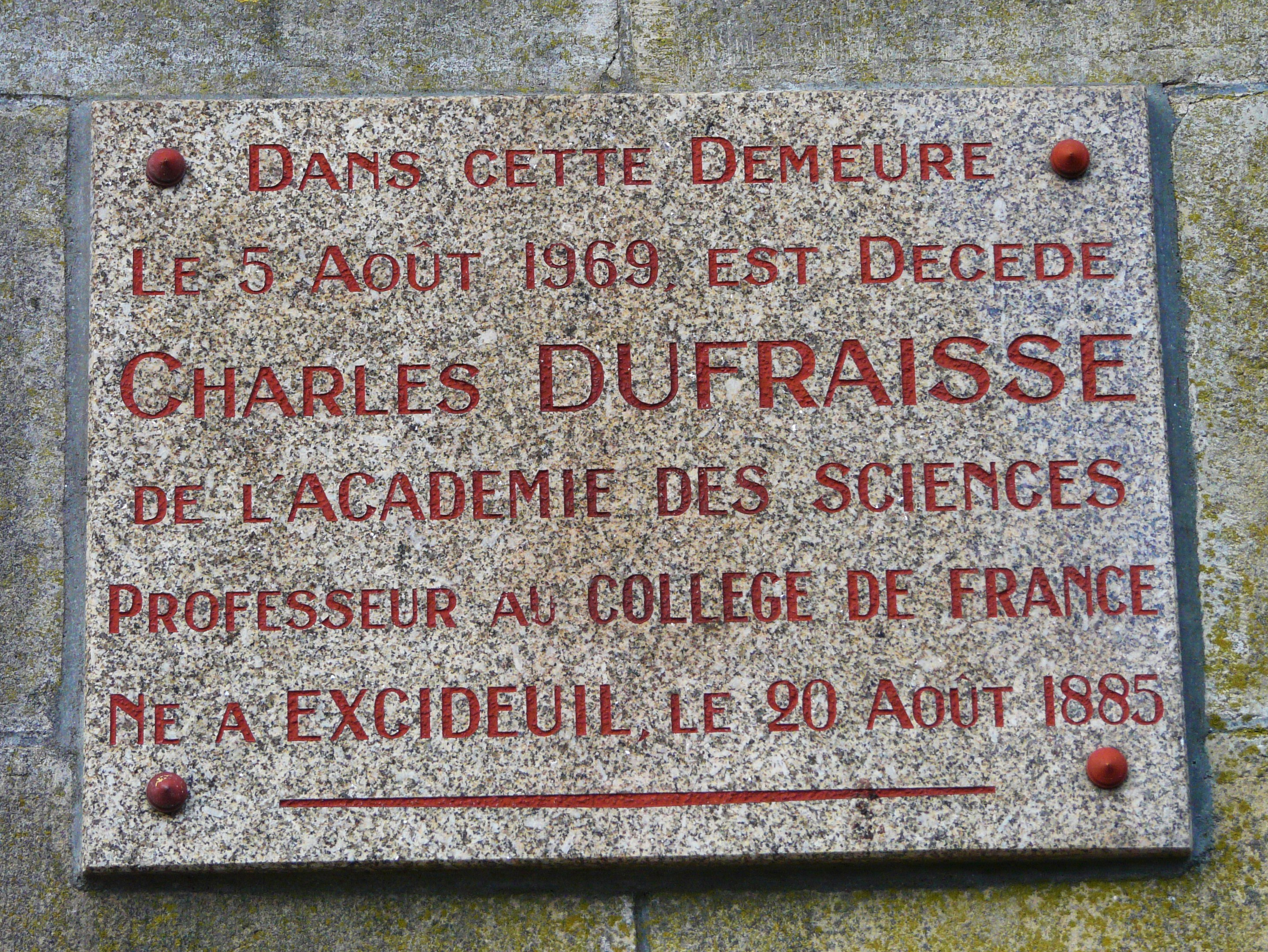
Plaque commémorative à Excideuil

## Biographie
Charles Dufraisse accomplit ses études à l'École de pharmacie de Paris. Il devient ensuite interne des hôpitaux de Paris tout en poursuivant des études de physique à la Sorbonne. En 1911, il devient préparateur dans le laboratoire de Charles Moureu, professeur de pharmacie chimique à l'École de pharmacie, puis il suit Charles Moureu au Collège de France lorsque ce dernier est nommé professeur de chimie organique en 1917. Ils découvrent ensemble l'autoxydation et les antioxygènes. En 1927, Charles Dufraisse succède à Albin Haller comme professeur de chimie organique à l'École supérieure de physique et de chimie industrielles, poste qu'il conservera jusqu'en 1956. Il est nommé à la chaire de chimie organique du Collège de France en 1942. Charles Dufraisse a également été président d'honneur de la Société chimique de France et président de l'Institut français du caoutchouc, institution qu'il a fondée avec Philippe Langlois-Berthelot.
À la Libération, il est suspendu de ses fonctions de professeur au Collège de France par un arrêté en date du 31 août 1944. Il est ensuite réintégré dans ses fonctions par un arrêté en date du 4 décembre 1944.
Il est élu à l'Académie des Sciences dans la section de chimie en 1948 et il est nommé commandeur de la Légion d'honneur en 1956.

## Publications
- Ch. Dufraisse et P. Chovin, « La catalyse négative en phase liquide et éventuellement solide : Étude spéciale de l'effet antioxygène », dans G. M. Schwag (dir.), Handbuch der Katalyse, Bd. 2 : Katalyse in Lösungen, Springer-Verlag, Vienne, 1920.
- Ch. Moureu et Ch. Dufraisse, « Sur l'autoxydation : Essai sur le mécanisme de l'action antioxygène (V) », C. R. Hebd. Séances Acad. Sci., vol. 176, 1923, p. 624-629.
- Ch. Dufraisse, R. Horclois, L. Velluz, « Sur la constitution naphtacénique des rubènes. I–VI », Bull. Soc. Chim. Fr., vol. 3, no 5, 1936, p. 1847-1913

## Source
- Bernard Sillon, « Charles Dufraisse (1885–1969) », dans Laurence Lestel (dir.), Itinéraires de chimistes : 1857–2007, 150 ans de chimie en France avec les présidents de la SFC, EDP Sciences, 2007 (ISBN 978-2-8688-3915-2), p. 165-170